# Geoff Bent

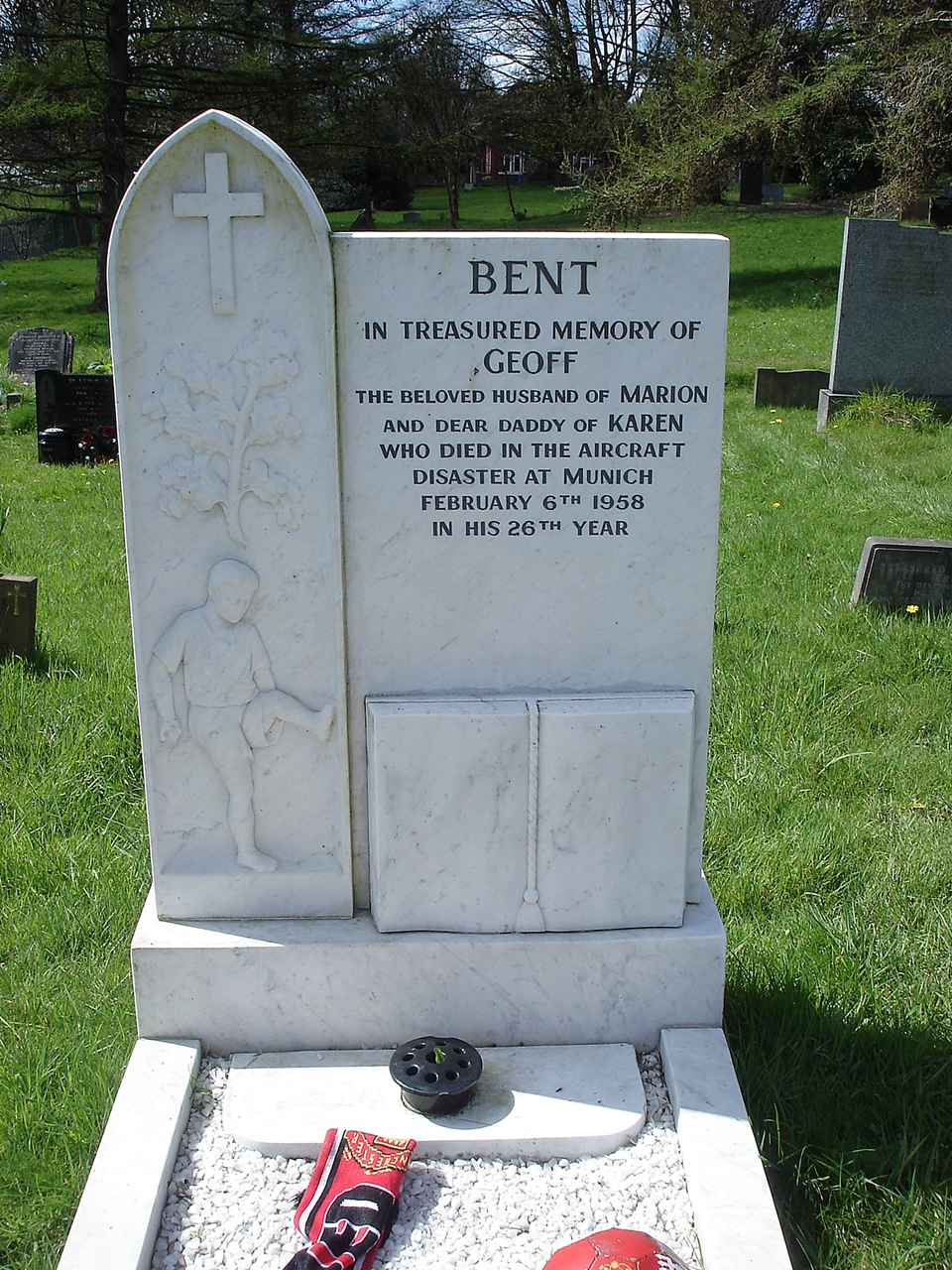
Das Grab von Geoff Bent

Geoffrey „Geoff“ Bent (* 27. September 1932 in Salford; † 6. Februar 1958 in München) war ein englischer Fußballspieler. Er starb während des Flugzeugunglücks von British-European-Airways-Flug 609 in München, dem insgesamt acht Spieler von Manchester United zum Opfer fielen.

## Leben
Bent wurde in Irlams o' th' Height, nahe Salford, Lancashire im September 1932 geboren. Er war das einzige Kind des Bergbauarbeiters Clifford Bent und seiner Frau Clara.
Er trat United 1948 bei. 1951 wurde er Profi. Bent heiratete Marion Mallandaine in Bolton im Jahre 1953. Im Jahre 1957 wurde ihre Tochter Karen geboren.
Er erreichte mit seinem Verein bei der zweiten Teilnahme am Europapokal der Landesmeister nach einem 3:3 im Rückspiel bei Roter Stern Belgrad das Halbfinale. Nachdem das Team während des Rückflugs von Belgrad zum Nachtanken in München einen Zwischenstopp eingelegt hatte, verunglückte das Flugzeug während des Abflugversuchs. Bent zählte dabei zu den 23 Todesopfern der insgesamt 43 Passagiere.
Er wurde von seinen Eltern, seiner Frau und seiner fünf Monate alten Tochter überlebt. Seine Witwe Marion leistete einen Beitrag zur Dokumentation Munich: End of a Dream.